# Eupithecia xanthomixta
Eupithecia xanthomixta is een vlinder uit de familie van de spanners (Geometridae). De wetenschappelijke naam van de soort is voor het eerst geldig gepubliceerd in 1988 door Vojnits.
De soort komt voor Afghanistan.